# Datsun redi-Go
O Datsun redi-Go é um citadino produzido pela Datsun, uma marca da Nissan, inicialmente destinado ao mercado indiano. Um veículo conceito foi revelado na Auto Expo de 2014 e o modelo de produção foi revelado em 14 de abril de 2016. O redi-Go é direcionado a um mercado mais jovem.

## Características

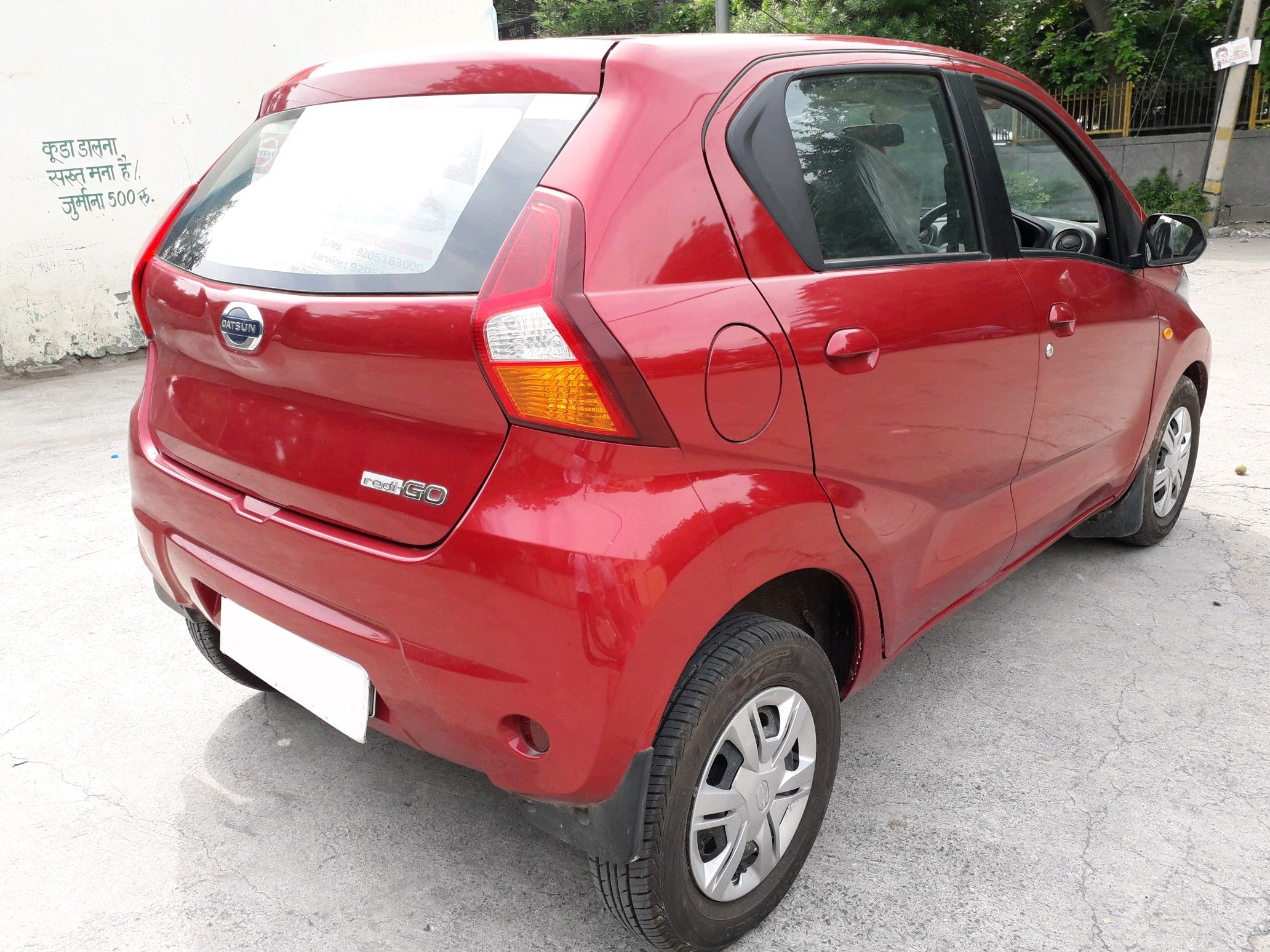
Vista traseira (pré-reestilização)

O redi-Go usa a plataforma CMF-A do Renault Kwid, que foi lançado anteriormente, com o mesmo motor a gasolina BR08 de três cilindros de 0,8 litro com uma potência de saída de 40 kW (54 hp; 54 PS) e 72 N⋅m de torque, acoplado a uma transmissão manual de 5 marchas. Além do motor original de 0,8 litro, uma opção de motor BR10 de 1,0 litro também foi adicionada em 2017. Ele produz 50 kW (67 hp; 68 PS) e 91 N⋅m de torque.
O redi-Go é comparativamente mais leve, mais curto e tem uma distância do solo maior (185 mm) do que o Kwid.

## Segurança
O redi-Go para a Índia com airbag para o motorista recebeu 1 estrela para ocupantes adultos e 2 estrelas para crianças pequenas do Global NCAP em 2019 (semelhante ao Latin NCAP 2013).